# Colin Egglesfield
Colin Egglesfield (Farmington Hills, 9 febbraio 1973) è un attore e modello statunitense.

## [1]Biografia
Colin Egglesfield è il secondogenito di William e Kathleen Egglesfield e ha trascorso la sua infanzia in un quartiere di Detroit. All'età di 10 anni, Colin e la sua famiglia si sono trasferiti a Crete (Illinois), una piccola città a sud di Chicago. Crescendo, Colin era parecchio studioso preferendo trascorrere i venerdì sera da solo a costruire modellini di aeroplani; il suo sogno era quello di seguire le orme del padre studiando fisica, ma si interessò alla recitazione guardando la sorella maggiore Kerry recitare.
Poiché era timido ed impacciato da adolescente, Colin entrò nella squadra di football per acquistare maggiore sicurezza; si diplomò alla Marian Catholic High School e frequentò i corsi di medicina generale all'Università dell'Iowa; in seguito fece un viaggio zaino in spalla in giro per l'Europa.
Per guadagnare i soldi necessari a pagarsi il resto degli studi alla scuola di medicina, Colin iniziò a fare il modello; vinse un concorso (vi partecipò grazie alla raccomandazione di un amico), e, ben presto, lasciò medicina per intraprendere la carriera di modello. Egglesfield ha lavorato per Beatrice Model a Milano, Gianni Versace, Calvin Klein, Armani e molti altri prima di iniziare a recitare sul serio.
Dopo aver frequentato corsi di recitazione, Colin Egglesfield iniziò ad apparire in diverse serie tv come Law & Order - Unità vittime speciali, The $treet, Una mamma per amica,  Streghe e Nip/Tuck. Colin ha anche preso parte con piccolissimi ruoli in diversi film come Partnerperfetto.com. La prima notorietà viene il 20 settembre 2005 quando eredita da Scott Kinworthy il ruolo di Josh Madden nella soap La valle dei pini.
Colin ha inoltre partecipato ad un film, Beautiful Dreamer - La memoria del cuore al fianco di Brooke Langton, il quale ha vinto il premio come miglior film al festival del cinema indipendente Cackalacky Film Festival tenutosi a Charlotte in Carolina del Nord.
Nel 2009, Colin ha la sua prima vera possibilità di farsi notare a partire da settembre 2009 quando viene scelto per il ruolo dello chef Auggie Kirkpatrick, uno dei sette protagonisti della nuova serie di prima serata Melrose Place in onda negli USA sulla The CW, ma il suo personaggio uscirà di scena a partire a gennaio 2010.

### Vita privata
Colin Egglesfield ha due fratelli: una sorella maggiore, Kerry, ed un fratello minore, Sean.
Colin vive a New York ed è stato nominato dal magazine People uno dei "Più sexy uomini viventi" nel numero di novembre 2005.

## Filmografia

### Cinema
- S.W.A.T. - Squadra speciale anticrimine (S.W.A.T.), regia di Clark Johnson (2003)
- Vampires 3 (Vampires: The Turning), regia di Marty Weiss (2005)
- Partnerperfetto.com (Must Love Dogs), regia di Gary David Goldberg (2005)
- Beautiful Dreamer - La memoria del cuore (Beautiful Dreamer), regia di Terri Farley-Teruel (2006)
- The Good Guy, regia di Julio DePietro (2009)
- Something Borrowed - L'amore non ha regole (Something Borrowed), regia di Luke Greenfield (2011)
- Così è la vita (Life Happens), regia di Kat Coiro (2011)
- Open Road, regia di Márcio Garcia (2012)
- A Stranger in Paradise, regia di Corrado Boccia (2013)
- Vice, regia di Brian A. Miller (2015)
- Bad Moms - Mamme molto cattive (Bad Moms), regia di Jon Lucas e Scott Moore (2016)
- Lo spazio che ci unisce (The Space Between Us), regia di Peter Chelsom (2016)
- Backtrace, regia di Brian A. Miller (2018)

### Televisione
- The $treet - serie TV, episodio 1x06 (2000)
- Law & Order - Unità vittime speciali (Law & Order: Special Victims Unit) - serie TV, episodio 2x17 (2001)
- Lost in Oz – episodio pilota scartato (2002)
- Una mamma per amica (Gilmore Girls) - serie TV, episodio 4x17 (2004)
- Nip/Tuck - serie TV, episodio 2x15 (2004)
- Streghe (Charmed) - serie TV, episodio 7x21 (2005)
- Il fiume del terrore (12 Days of Terror), regia di Jack Sholder (2005) – film TV
- La valle dei pini (All My Children) - soap opera, 180 episodi (2005-2009)
- Melrose Place - serie TV, 13 episodi (2009-2010)
- Brothers & Sisters - Segreti di famiglia (Brothers & Sisters) - serie TV, episodio 4x18 (2010)
- Hawaii Five-0 - serie TV, episodio 1x10 (2010)
- Nora Roberts - L'estate dei misteri (Carnal Innocence), regia di Peter Markle (2011) - film TV
- The Client List - Clienti speciali - serie TV, 25 episodi (2012-2013)
- Drop Dead Diva - serie TV, episodi 6x01-6x02 (2014)
- Bad Teacher - serie TV, episodio 1x04 (2014)
- Unforgettable - serie TV, episodio 3x05 (2014)
- Chasing Life - serie TV, 2 episodi (2015)
- Omicidio in Messico - La storia di Beresford (Murder in Mexico: The Bruce Beresford-Redman Story), regia di Mark Gantt (2015) - film TV
- Rizzoli & Isles - serie TV, 105 episodi (2011-2016)
- Lucifer - serie TV, episodi 2x02-3x23 (2016-2017)
- Chicago Fire - serie TV, episodio 7x09 (2018)

## Doppiatori italiani
Nelle versioni in italiano dei suoi lavori, Colin Egglesfield è stato doppiato da:
- Oliviero Cappellini in Nip/Tuck
- Luca Sandri in Omicidio in Messico - La storia di Beresford
- Francesco Pezzulli in Nora Roberts - L'estate dei misteri
- Luigi Morville in The Client List - Clienti speciali
- Lorenzo Scattorin ne Il fiume del terrore
- Stefano Crescentini in Melrose Place
- Luca Biagini in Something Borrowed - L'amore non ha regole
- Leonardo Graziano in Rizzoli & Isles
- David Chevalier in Drop Dead Diva
- Fabrizio Manfredi in Vampires 3
- Davide Albano in Hawaii Five-0
- Francesco Venditti in Backtrace